# Indice di Shannon-Wiener
L'indice di Shannon-Wiener H' è un indice di diversità
usato in statistica nel caso di popolazioni con un numero infinito di elementi.
{\displaystyle H'=-\sum _{j=1}^{s}p_{j}\log _{e}p_{j}}
dove pj è la proporzione della j-esima specie (Σjpj = 1) e s è il numero delle specie.
Dividendo H' con il valore massimo possibile H'max=loge(s), si ottiene un indice compreso tra 0 e 1 (indice di Shannon-Wiener normalizzato).
Qualora sia Nj che N tendano all'infinito allora l'indice di Brillouin H tende all'indice di diversità di Shannon-Wiener H' con pj=Nj/N.
L'espressione dell'indice di diversità è derivato dalla teoria dell'informazione sviluppata da Claude Shannon, in particolare dalla definizione data in essa per l'entropia di una sorgente discreta.  Norbert Wiener fornì, contemporaneamente a Shannon, una definizione simile nel caso continuo, senza peraltro ulteriormente sviluppare l'argomento; i due nomi sono talvolta citati assieme in riferimento allo studio quantitativo del concetto di informazione.  L'indice è talvolta erroneamente indicato come Shannon - Weaver, con un riferimento allo scienziato statunitense Warren Weaver, il cui nome è associato a quello di Shannon dal fatto di comparire come autori di un noto testo che ha contribuito alla diffusione della teoria dell'informazione di Shannon presso il pubblico.